# Grand Prix Rüebliland

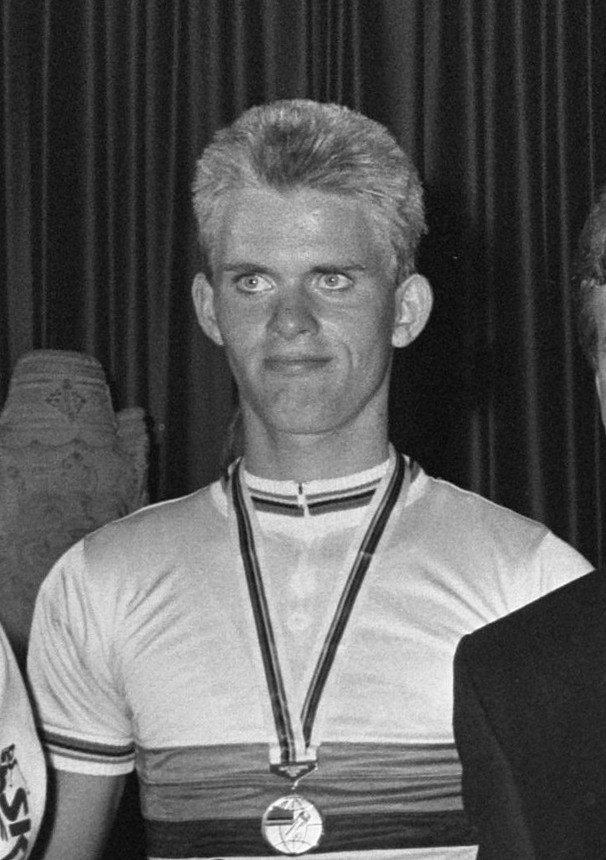
Gerrit de Vries war zweimal beim GP Rüebliland erfolgreich

Der Grand Prix Rüebliland ist ein renommierter Strassenradsport-Wettbewerb für Junioren im Kanton Aargau in der Schweiz. Er wird seit 1977 ausgetragen und ist das einzige internationale Etappenrennen für Junioren in der Schweiz. Unter den Siegern befinden sich zahlreiche Radrennfahrer, die später erfolgreich in der Elite wurden.
1977 wurde der GP Rüebliland zum ersten Mal vom Kantonalverband SRB Aargau organisiert. Aus finanziellen Gründen wurde nach drei Jahren die IG GP Rüebliland gegründet, die die Ausrichtung übernahm. Seit einigen Jahren zählt das Rennen zur UCI-Kategorie MJ2.1. Es wird jährlich Ende August/Anfang September ausgetragen, geht über vier Etappen an drei Tagen und gilt als Vorbereitung für das Strassenrennen der Junioren bei den Weltmeisterschaften. Das Fahrerfeld umfasst in der Regel etwa 25 Mannschaften mit sechs Fahrern. Es nehmen Nationalmannschaften aus Europa und Übersee teil sowie Schweizer Kantonal- und Regionalmannschaften. Die Platzierungen der Mannschaften fliessen in eine gesonderte Wertung ein.
Der Niederländer Gerrit de Vries ist der bisher einzige Rennfahrer, der das Rennen zweimal gewann. (Stand 2024)
Die Bezeichnung Rüebliland ist seit Mitte des 19. Jahrhunderts gebräuchlich für den Berner Aargau, das klassische Anbaugebiet von Rüben in der Schweiz.

## Palmarès
- 2024  Theodor August Clemmensen
- 2023  Léo Bisiaux
- 2022  Emil Herzog
- 2021  Trym Brennsæter
- 2020  Andrij Ponomar
- 2019  Quinn Simmons
- 2018  Enzo Leijnse
- 2017  Thomas Pidcock
- 2016  Reto Müller
- 2015  Marc Hirschi
- 2014  Lennard Kämna
- 2013  Mathieu van der Poel
- 2012  Sam Oomen
- 2011  Alexis Gougeard
- 2010  Bob Jungels
- 2009  Oscar Riesebeek
- 2008  Cyrille Thièry
- 2007  Dimitri Le Boulch
- 2006  Björn Thurau
- 2005  Martijn Keizer
- 2004  Roman Kreuziger
- 2003  Martin Velits
- 2002  Jos Harms
- 2001  Niels Scheuneman
- 2000  Daniel Gysling
- 1999  Antonio Bucciero
- 1998  Xavier Pache
- 1997  Sandro Güttinger
- 1996  Stephan Schreck
- 1995  Antonio Rizzi
- 1994  Alessandro Brendolin
- 1993  Cyrille Legrand
- 1992  Davide Dante
- 1991  Roland Müller
- 1990  Trond Bjerkeli
- 1989  Beat Zberg
- 1988  Luca Cirimbelli
- 1987  Reto Matt
- 1986  Antoine Lagerweij
- 1985  Gerrit de Vries
- 1984  Gerrit de Vries
- 1983  Sandi Papež
- 1982  Enrico Pezzetti
- 1981  Mathieu Hermans
- 1980  Niki Rüttimann
- 1979  Nikolaas Emonds
- 1978  Jürg Bruggmann
- 1977  Greg Alison